# Nilus amazonicus
Nilus amazonicus är en spindelart som beskrevs av Simon 1898. Nilus amazonicus ingår i släktet Nilus och familjen vårdnätsspindlar. Inga underarter finns listade i Catalogue of Life.